# Список потерь Ми-8 и его модификаций (2013 год)

Список потерянных Ми-8 всех модификаций (включая Ми-9, -14, -17, -18, -19, -171 и -172) составлен по данным из открытых источников и учитывает только авиационные происшествия или воздействие внешних сил, приведшие к утрате вертолёта или его списанию вследствие полученных повреждений.
Список не полный и не окончательный.

## Список аварий и катастроф
Зелёным цветом выделены потери при применении в вооружённых конфликтах, в том числе в контртеррористических операциях.
| № п/п | Дата        | Модификация / Бортовой номер | Место                                                                      | Жертвы / На борту | Краткое описание |
| ----- | ----------- | ---------------------------- | -------------------------------------------------------------------------- | ----------------- | --- |
| 1     | 8 января    | Ми-17 2134                   | мухафаза Идлиб, Тафтаназ                                                   | н. д.             | Вертолёт ВВС Сирии, сбит антиправительственными силами при заходе на посадку. Машина столкнулась с землёй и разрушилась. |
| 2     | 10 января   | Ми-8Т 1353                   | мухафаза Идлиб, Тафтаназ                                                   | 0/0               | Вертолёты САВВС, захвачены антиправительственными силами на вертолётной базе. В последующие дни правительственная авиация выполнила несколько одиночных налётов в попытке уничтожить брошенную технику. Здесь перечислены машины, находившиеся на момент захвата в лётном или в условно-лётном состоянии. |
| 3     | 10 января   | Ми-8Т 1355                   | мухафаза Идлиб, Тафтаназ                                                   | 0/0               | Вертолёты САВВС, захвачены антиправительственными силами на вертолётной базе. В последующие дни правительственная авиация выполнила несколько одиночных налётов в попытке уничтожить брошенную технику. Здесь перечислены машины, находившиеся на момент захвата в лётном или в условно-лётном состоянии. |
| 4     | 10 января   | Ми-8Т 1382                   | мухафаза Идлиб, Тафтаназ                                                   | 0/0               | Вертолёты САВВС, захвачены антиправительственными силами на вертолётной базе. В последующие дни правительственная авиация выполнила несколько одиночных налётов в попытке уничтожить брошенную технику. Здесь перечислены машины, находившиеся на момент захвата в лётном или в условно-лётном состоянии. |
| 5     | 10 января   | Ми-8Т 1386                   | мухафаза Идлиб, Тафтаназ                                                   | 0/0               | Вертолёты САВВС, захвачены антиправительственными силами на вертолётной базе. В последующие дни правительственная авиация выполнила несколько одиночных налётов в попытке уничтожить брошенную технику. Здесь перечислены машины, находившиеся на момент захвата в лётном или в условно-лётном состоянии. |
| 6     | 10 января   | Ми-8Т 1387                   | мухафаза Идлиб, Тафтаназ                                                   | 0/0               | Вертолёты САВВС, захвачены антиправительственными силами на вертолётной базе. В последующие дни правительственная авиация выполнила несколько одиночных налётов в попытке уничтожить брошенную технику. Здесь перечислены машины, находившиеся на момент захвата в лётном или в условно-лётном состоянии. |
| 7     | 10 января   | Ми-8Т 1395                   | мухафаза Идлиб, Тафтаназ                                                   | 0/0               | Вертолёты САВВС, захвачены антиправительственными силами на вертолётной базе. В последующие дни правительственная авиация выполнила несколько одиночных налётов в попытке уничтожить брошенную технику. Здесь перечислены машины, находившиеся на момент захвата в лётном или в условно-лётном состоянии. |
| 8     | 10 января   | Ми-8Т 1397                   | мухафаза Идлиб, Тафтаназ                                                   | 0/0               | Вертолёты САВВС, захвачены антиправительственными силами на вертолётной базе. В последующие дни правительственная авиация выполнила несколько одиночных налётов в попытке уничтожить брошенную технику. Здесь перечислены машины, находившиеся на момент захвата в лётном или в условно-лётном состоянии. |
| 9     | 10 января   | Ми-8Т 2902                   | мухафаза Идлиб, Тафтаназ                                                   | 0/0               | Вертолёты САВВС, захвачены антиправительственными силами на вертолётной базе. В последующие дни правительственная авиация выполнила несколько одиночных налётов в попытке уничтожить брошенную технику. Здесь перечислены машины, находившиеся на момент захвата в лётном или в условно-лётном состоянии. |
| 10    | 10 января   | Ми-8Т 2911                   | мухафаза Идлиб, Тафтаназ                                                   | 0/0               | Вертолёты САВВС, захвачены антиправительственными силами на вертолётной базе. В последующие дни правительственная авиация выполнила несколько одиночных налётов в попытке уничтожить брошенную технику. Здесь перечислены машины, находившиеся на момент захвата в лётном или в условно-лётном состоянии. |
| 11    | 10 января   | Ми-8ПС 1291                  | мухафаза Идлиб, Тафтаназ                                                   | 0/0               | Вертолёты САВВС, захвачены антиправительственными силами на вертолётной базе. В последующие дни правительственная авиация выполнила несколько одиночных налётов в попытке уничтожить брошенную технику. Здесь перечислены машины, находившиеся на момент захвата в лётном или в условно-лётном состоянии. |
| 12    | 10 января   | Ми-17 2139                   | мухафаза Идлиб, Тафтаназ                                                   | 0/0               | Вертолёты САВВС, захвачены антиправительственными силами на вертолётной базе. В последующие дни правительственная авиация выполнила несколько одиночных налётов в попытке уничтожить брошенную технику. Здесь перечислены машины, находившиеся на момент захвата в лётном или в условно-лётном состоянии. |
| 13    | 10 января   | Ми-17 2920                   | мухафаза Идлиб, Тафтаназ                                                   | 0/0               | Вертолёты САВВС, захвачены антиправительственными силами на вертолётной базе. В последующие дни правительственная авиация выполнила несколько одиночных налётов в попытке уничтожить брошенную технику. Здесь перечислены машины, находившиеся на момент захвата в лётном или в условно-лётном состоянии. |
| 14    | 10 января   | Ми-17 2926                   | мухафаза Идлиб, Тафтаназ                                                   | 0/0               | Вертолёты САВВС, захвачены антиправительственными силами на вертолётной базе. В последующие дни правительственная авиация выполнила несколько одиночных налётов в попытке уничтожить брошенную технику. Здесь перечислены машины, находившиеся на момент захвата в лётном или в условно-лётном состоянии. |
| 15    | 24 января   | Ми-17 н.д.                   | мухафаза Алеппо                                                            | 4/4               | Вертолёт ВВС Сирии, сбит из ПЗРК «Стрела-2». |
| 16    | 3 февраля   | Ми-8Т 371                    | мухафаза Ракка                                                             | н.д./н.д.         | Вертолёт ВВС Сирии совершил вынужденную посадку получив, при этом, значительные повреждения. Через несколько дней сожжён антиправительственными силами. |
| 17    | 11 февраля  | Ми-17 н.д.                   | Каспийское море, Сабаильский район Баку                                    | 3/3               | Вертолёт ВВС Азербайджана упал в море в 300 м от берега. Обстоятельства происшествия выясняются. |
| 18    | 25 февраля  | Ми-17-1В EJC-3378            | Богота                                                                     | 0/8               | Вертолёт ВВС Колумбии. Из-за сильного бокового ветра экипаж не справился с управлением и машина совершила грубую посадку получив, при этом, значительные повреждения. 3 пассажира-военнослужащих армии Колумбии получили незначительные травмы. |
| 19    | 25 февраля  | Ми-17 н.д.                   | близ Алеппо                                                                | 3/3               | Вертолёт ВВС Сирии, сбит в полёте из ПЗРК FN-6. Загорелся, потерял управление, упал на землю и взорвался. |
| 20    | 2 марта     | Ми-17 н.д.                   | близ Алеппо                                                                | н.д./н.д.         | Вертолёт ВВС Сирии. Опасаясь применения противником ракет ПЗРК, совершал полёт на малой высоте, став уязвимым для огня стрелкового оружия. В результате попадания из крупнокалиберного пулемёта загорелся подвесной топливный бак, после чего машина потеряла управление и столкнулась с землей. Экипаж погиб. |
| 21    | 9 марта     | / Ми-8АМТ RA-22472           | Конго, провинция Южное Киву                                                | 4/4               | При полёте в сложных метеоусловиях (ливневый дождь) в горной местности столкнулся со склоном горы на высоте 2460 м. |
| 22    | 14 марта    | Ми-8Т н.д.                   | аэродром Хабаровск-Центральный                                             | 0/н. д.           | Вертолёт ВВ МВД России. Во время опробования систем, машина внезапно накренилась и произошло касание лопастями несущего винта поверхности земли, в результате чего повреждены лопасти, оторвана хвостовая балка, разрушен рулевой винт. Обстоятельства происшествия выясняются. |
| 23    | 16 марта    | Ми-8 н.д.                    | Чечня, Ханкала                                                             | 3/4               | Вертолёт ФСБ России разбился при посадке в сложных метеоусловиях и сгорел. Обстоятельства происшествия выясняются. |
| 24    | 26 марта    | Ми-8МТ RA-22986              | Камчатский край, Кроноцкий заповедник, вулкан Узон                         | 0/3               | Опрокинулся на бок при посадке, экипаж не пострадал. Обстоятельства происшествия выясняются. |
| 25    | 7 апреля    | Ми-8ПС OB-1916P              | регион Лорето, в районе слияния рек Напо и Курэри                          | 13/13             | Упал в джунгли во время перелёта, погибли 4 члена экипажа и 9 пассажиров. Обстоятельства происшествия выясняются. |
| 26    | 11 апреля   | Ми-17 н.д.                   | мухафаза Идлиб, близ Маарет-Нуман                                          | 8/8               | Вертолёт ВВС Сирии при заходе на посадку начал разрушаться в воздухе, потерял управление, упал на землю и сгорел. Возможные причины — поражение от огня с земли или грубая ошибка при пилотировании. |
| 27    | 21 апреля   | Ми-8Т н.д.                   | провинция Логар                                                            | 0/10              | Вертолёт, принадлежащий частной афганской авиакомпании, отправлялся из провинции Хост в Кабул. Из-за плохих погодных условий и сильного дождя экипаж совершил вынужденную посадку на территории, контролируемой Талибаном. Все находящиеся на борту: граждане России, Кыргызстана, семь граждан Турции и один из Афганистана, были захвачены талибами, а вертолёт был сожжён. Постепенно, дипломатическим путём, захваченные люди были освобождены. Так, гражданин Кыргызстана освобождён 9 июня, а россиянин через полтора года — 29 октября 2014. |
| 28    | 6 мая       | Ми-8Т RA-24410               | Иркутская область, Катангский район, 7 км от посёлка Преображенка          | 9/9               | Экипаж совершал полёт по заказу МЧС с целью мониторинга паводковой ситуации и перевозил 1,9 тонны взрывчатки для подрыва льда на реке Нижняя Тунгуска. Во время полёта из-за неосторожного обращения с взрывчатыми веществами взорвался в воздухе. |
| 29    | 13 мая      | Ми-17 н.д.                   | мухафаза Идлиб, Абу аль-Дахур                                              | 6/6               | Вертолёт ВВС Сирии. Сбит из ПЗРК, загорелся и упал на землю. |
| 30    | 21 мая      | Ми-17 н.д.                   | близ Алеппо                                                                | 0/н.д.            | Вертолёт ВВС Сирии, сожжён антиправительственными силами на стоянке. |
| 31    | 28 мая      | Ми-8Т 72                     | Саратовская область, Саратовский район, 5 км от Ивановского                | 1/3               | При выполнении планового учебного полёта вертолёт, принадлежащий Сызранскому филиалу ВУНЦ ВВА имени Гагарина, упал на землю и сгорел. Из трёх членов экипажа покинуть машину удалось командиру-инструктору и обучаемому курсанту, бортинженер погиб. Обстоятельства происшествия выясняются. |
| 32    | 6 июня      | Ми-8Т RF-95370               | Хабаровский край, 37 км от посёлка Полина Осипенко                         | 5/5               | В полёте на высоте 300 м произошло выключение левого двигателя вследствие полной выработки топлива из расходного топливного бака. Из-за ошибочных и несвоевременных действий экипажа машина снизилась и, столкнувшись со склоном сопки, полностью разрушилась и частично сгорела. |
| 33    | 19 июня     | Ми-8Т RA-22750               | Республика Саха, 200 км северо-западнее Якутска                            | 0/12              | При заходе на посадку в сумерках на подобранную с воздуха площадку для высадки десантников-пожарных вертолёт неожиданно просел и грубо приземлился в редколесье. Причиной послужили ошибки экипажа и недостаточная видимость. |
| 34    | 20 июня     | Ми-17 н.д.                   | озеро Манагуа                                                              | 10/10             | Вертолёт ВВС Никарагуа упал в озеро с высоты в 1500 метров и взорвался, перед этим экипаж успел подать сигнал бедствия. Предварительная причина - отказ техники. Вертолёт перевозил высокопоставленных чиновников армии Никарагуа, в том числе командующего ВВС страны полковника Мануэля Антонио Лопеса. Обстоятельства происшествия выясняются. |
| 35    | 25 июня     | Ми-17В-5 н.д.                | штат Уттаракханд                                                           | 20/20             | Вертолёт ВВС Индии, перевозивший участников спасательной операции в пострадавший от наводнения район, потерпел катастрофу. Погибли 5 членов экипажа и 15 спасателей из силовых ведомств Индии. Обстоятельства происшествия выясняются. |
| 36    | 30 июня     | Ми-17 н.д.                   | мухафаза Алеппо                                                            | 14/14             | Вертолёт ВВС Сирии, сбит из ПЗРК на высоте около 2 км, загорелся и упал на землю. |
| 37    | 2 июля      | Ми-8Т RA-22657               | Республика Якутия, Усть-Янский улус, 45 км от поселка Депутатский          | 24/28             | В полёте по несогласованному и не знакомому экипажу маршруту в условиях недостаточной видимости (низкая облачность) КВС снизился ниже безопасной высоты и поздно принял решение вернуться в пункт вылета. В результате, во время разворота, вертолёт столкнулся со склоном горы и, разрушившись, сгорел. В живых остались только члены экипажа и один пассажир, все получили травмы различной степени тяжести. |
| 38    | 14 июля     | Ми-8Т RA-25607               | Томская область, Каргасокский район, посёлок Игол                          | 0/17              | Сразу после взлёта на высоте 10 м вертолёт перешёл в неконтролируемое вращение, упал ни землю и разрушился. Второй пилот и 9 пассажиров получили травмы различной степени тяжести. Причины происшествия выясняются |
| 39    | 30 июля     | Ми-8 н.д.                    | близ аэропорта Дамаска                                                     | 3/3               | Вертолёт ВВС Сирии, сбит из ПЗРК «Оса». |
| 40    | 31 июля     | Ми-8МТВ-1 RA-25497           | 24 км юго-восточнее Аддис-Абебы                                            | 0/4               | При подлёте к аэропорту Боле в условиях недостаточной видимости (облачность) КВС, вследствие ошибок при пилотировании, допустил снижение вертолёта ниже безопасной высоты. Машина столкнулась со склоном горы на высоте 2400 м и разрушилась, экипаж и пассажир получили травмы различной степени тяжести. Причины происшествия выясняются. |
| 41    | 6 августа   | Ми-171 н.д.                  | мухафаза Мариб                                                             | 8/8               | Вертолёт ВВС Йемена был сбит антиправительственными силами огнём с земли из стрелкового оружия. |
| 42    | 12 сентября | Ми-8Т RA-22772               | Красноярский край, Туруханский район, 167 км севернее Подкаменной Тунгуски | 0/8               | При выполнении посадки на подобранную с воздуха площадку вертолёт попал в снежный заряд, резко просел и грубо приземлился на мелководье реки Хуричи. Машина опрокинулась на борт и получила значительные повреждения. Причины происшествия выясняются. |
| 43    | 16 сентября | Ми-17 н.д.                   | область Хатай                                                              | 3/3               | Вертолёт ВВС Сирии в результате навигационной ошибки вторгся в воздушное пространство Турции и был сбит ракетой с истребителя F-16 ВВС Турции. Вертолёт был поражён на большой высоте, загорелся и упал на территории Сирии в мухафазе Идлиб. Командир экипажа успел выпрыгнуть с парашютом и на земле был захвачен антиправительственными силами (позднее убит), остальные члены экипажа погибли при падении машины. |
| 44    | 7 октября   | Ми-171Е HK-4770              | департамент Путумайо, муниципалитет Орито                                  | 0/6               | Вертолёт, выполняющий перевозку грузов по заказу нефтяной компании, приземлился на минном поле, установленном ФАРК, подорвался на мине и сгорел. Экипаж и пассажиры не пострадали. |
| 45    | 9 ноября    | Ми-17В-5 н.д.                | провинция Северный Калимантан, округ Малинау                               | 13/19             | Вертолёт ВВС Индонезии, перевозивший военнослужащих и строителей, во время посадки задел лопастями несущего винта скалу, упал на землю и, разрушившись, сгорел. Среди возможных причин катастрофы — неблагоприятные метеоусловия (дождь) и техническая неисправность. Обстоятельства происшествия выясняются. |
| 46    | 15 ноября   | Ми-8 н.д.                    | Алеппо, авиабаза Нейраб                                                    | н.д./н.д.         | Вертолёты ВВС Сирии, находящиеся на стоянке, уничтожены выстрелами из ПТРК HJ-8. |
| 47    | 15 ноября   | Ми-8 н.д.                    | Алеппо, авиабаза Нейраб                                                    | н.д./н.д.         | Вертолёты ВВС Сирии, находящиеся на стоянке, уничтожены выстрелами из ПТРК HJ-8. |
| 48    | 16 ноября   | Ми-17 н.д.                   | мухафаза Ракка, близ Табки                                                 | 6/6               | Вертолёт ВВС Сирии из-за технической неисправности разбился в пустынной местности, все находящиеся на борту погибли. |
| 49    | 5 декабря   | Ми-8Т RA-24430               | Томская область, Каргасок                                                  | 0/18              | Сразу после взлёта вертолёт начал самопроизвольно отклонятся влево и снижаться. Экипаж произвёл вынужденную посадку, при которой машина получила повреждения лопастей несущего винта и излом хвостовой балки. Экипаж и пассажиры не пострадали. Обстоятельства происшествия выясняются. |